# Mfiondu Kabengele
Mfiondu Tshimanga Kabengele (Burlington, Ontario, 14 de agosto de 1997) es un baloncestista canadiense, de ascendencia congoleña, que pertenece a la plantilla del Dubai Basketball de la ABA Liga y la Euroliga. Con 2,06 metros de estatura, ocupa la posición de ala-pívot. Es sobrino del que fuera también jugador profesional y estrella de la NBA Dikembe Mutombo.

## Trayectoria deportiva

### High School
Se graduó en el Corpus Christi High School de su ciudad natal, Burlington, donde en su última temporada promedió 14,5 puntos, 6,7 rebotes y 3,2 asistencias por partido. Jugó posteriormente una temporada más en el Bosco Institute de Crown Point, Indiana, en la que promedió un doble-doble, 19 puntos y 10 rebotes.

### Universidad

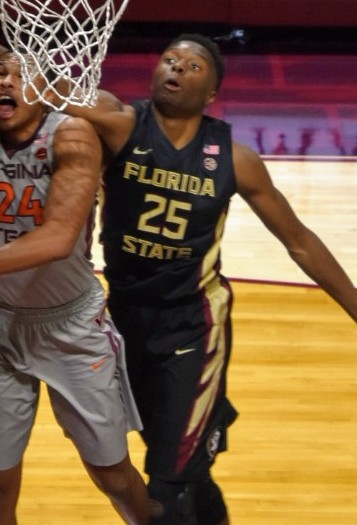
Kabengele con Florida State en 2018.

Jugó dos temporadas con los Seminoles de la Universidad Estatal de Florida, en las que promedió 10,3 puntos, 5,3 rebotes y 1,2 tapones por encuentro. En su segunda temporada fue elegido mejor sexto hombre de la Atlantic Coast Conference.
En abril de 2019, al término de su temporada sophomore, se declaró elegible para el Draft de la NBA, renunciando así a los dos años de carrera que le restaban.

#### Estadísticas
| Año     | Equipo        | PJ | PT | MPP  | %TC  | %3P  | %TL  | RPP | APP | ROB | TPP | PPP  |
| ------- | ------------- | -- | -- | ---- | ---- | ---- | ---- | --- | --- | --- | --- | ---- |
| 2017–18 | Florida State | 34 | 0  | 14.8 | .491 | .385 | .657 | 4.6 | .3  | .4  | .9  | 7.2  |
| 2018–19 | Florida State | 37 | 0  | 21.6 | .502 | .369 | .761 | 5.9 | .3  | .6  | 1.5 | 13.2 |
| Total   | Total         | 71 | 0  | 18.3 | .498 | .374 | .724 | 5.3 | .3  | .5  | 1.2 | 10.3 |

### Profesional
Fue elegido en la vigésimo séptima posición del Draft de la NBA de 2019 por Brooklyn Nets, pero fue traspasado a Los Angeles Clippers a cambio de los derechos de la elección 57, Jaylen Hands y una futura ronda de 2020.
El 22 de marzo de 2021 fue traspasado a Sacramento Kings. Tres días después fue despedido sin llegar a debutar. El 10 de abril firma un contrato de 10 días con Cleveland Cavaliers.
El 18 de octubre firmó con los Houston Rockets, pero fue despedido días después. Posteriormente se incorporaría a su filial, los Rio Grande Valley Vipers de la G League.
El 16 de julio de 2022 firmó un contrato dual con los Boston Celtics después de una gran actuación durante la NBA Summer League.
El 13 de agosto de 2023 firmó con el AEK Atenas de la A1 Ethniki griega, su primer club europeo.
Tras dejar el equipo griego, en septiembre de 2024 fichó por el Reyer Venezia Mestre de la Lega Basket Serie A italiana.
El 29 de mayo de 2025 firmó con Dubai Basketball de la ABA League y Euroliga.

## Estadísticas de su carrera en la NBA

### Temporada regular
| Año     | Equipo        | PJ | PT | MPP  | %TC  | %3P  | %TL   | RPP | APP | ROB | TPP | PPP |
| ------- | ------------- | -- | -- | ---- | ---- | ---- | ----- | --- | --- | --- | --- | --- |
| 2019-20 | L.A. Clippers | 12 | 0  | 5.3  | .438 | .450 | 1.000 | .9  | .2  | .2  | .2  | 3.5 |
| 2020-21 | L.A. Clippers | 23 | 0  | 4.1  | .281 | .222 | .833  | .6  | .2  | .1  | .1  | 1.2 |
| 2020-21 | Cleveland     | 16 | 0  | 11.6 | .421 | .281 | .786  | 2.9 | .8  | .4  | .6  | 4.3 |
| 2022-23 | Boston        | 4  | 0  | 9.0  | .286 | .000 | 1.000 | 2.5 | .0  | .5  | .0  | 1.5 |
| Total   | Total         | 55 | 0  | 6.9  | .383 | .301 | .852  | 1.5 | .3  | .2  | .3  | 2.6 |